# Keményné Gyimes Erzsébet
Keményné Gyimes Erzsébet (Tatabánya, 1949. május 20. –) magyar pedagógus, magyar pszichológus.
Kutatási területei: pedagógiai pszichológia, tanulás- és tanításmódszertan, a pedagógusképzés és – továbbképzés.
1990/91-1991/92-ben a JATE BTK Pszichológiai Tanszék mb. tanszékvezetője volt.

## Életpályája
Felsőfokú tanulmányokat a József Attila Tudományegyetem Bölcsészettudományi Karán folytatott, német-orosz szakos középiskolai tanári oklevelet és pedagógiai előadói diplomát szerzett 1972-ben. Az egyetem elvégzése után bent maradt a Pszichológiai Tanszéken ösztöndíjas gyakornokként.
1974-től egyetemi tanársegéd beosztásban dolgozott, közben egyetemi doktori vizsgát tett 1977-ben, disszertációját pszichológia tárgykörből írta, Gimnáziumi osztályközösségek pedagógiai pszichológiai vizsgálata címen, summa cum laude eredménnyel védett Duró Lajos tanszékvezető egyetemi docens doktori iskolájában. 1979-ben egyetemi adjunktussá léptették elő.
1975-1990 között részt vett „Pädagogisch-psychologische Prohylaxe” nemzetközi kutatócsoport munkájában. (Összehasonlító vizsgálatok a 4-8 éves korosztály pszichikus fejlődése, kiemelten az iskolai tanuláshoz szükséges előfeltételek alakulására vonatkozóan), 1986–1989 között vendégoktató volt Németországban és Finnországban.
1990/91-1991/92 a JATE BTK Pszichológiai Tanszék mb. vezetőjeként részt vett a JATE Egyetemi Tanárképzési Bizottságában, tananyagfejlesztések, interdiszciplináris programok, új szakirányok, nemzetközi projektek előkészítésén dolgozott.
A pedagógia és a neveléspszichológia iránt elkötelezett m.b. tanszékvezető tanár a 1992/93-as tanévben, húszéves egyetemi pályafutás után a Juhász Gyula Tanárképző Főiskola Német Nyelv- és Irodalom Tanszékének adjunktusa lett, annak megszűnte után az Egészségtudományi Tanszéken oktatott, 1998/99-es tanévtől a SZTE JGYPK Tanító- és Óvóképző Intézet: Alkalmazott Pedagógia és Pszichológia Tanszék adjunktusa. Pedagógusképzési programok szervezője és az Erasmus-program felelőse.
Nemzetközi tudományos tapasztalatai, kutatásai, nyelvtudása (német, orosz, angol), közéleti szereplései, publikációi, szakfordításai árulkodnak az ő pedagógusi és neveléspszichológiai szakmai kvalitásairól.

## Publikációi (válogatás)
- A személyközi kapcsolatok és az értékorientáció középiskoláskorban. In Szegedi Bölcsészműhely '77 : Kutatási módszerek és irányzatok a társadalomtudományokban /szerk. Róna-Tas András. Szeged, 1978. 367-389. o.
- Nemzetközi Pszicholingvisztikai Konferencia Ausztriában. Magyar Pszichológiai Szemle, 1978. 35. köt. 5. sz. 501-505. o.
- A hivatásra nevelés tapasztalatai a tanárszakos egyetemi hallgatók általános pszichológiai képzésében. In: Személyiségformálás és hivatásra nevelés a pedagógusképzésben. [Tudományos tanácskozás.] Debrecen, 1979.(nov. 8-10. 2. [köt.]) [Budapest], (1981.) pp. 338–346.
- Az óvodai idegennyelvi nevelés szociálpszichológiai vonatkozásai. (Padagogisch-sozialpsychologische Aspekte der fremdsprachlichen Erziehung im Kindergarten.) In: Acta paed. Psych.[2] Szeged, 1984. [Tom.] 26. pp. 155–180.
- Az óvodai idegennyelvi nevelés hatásvizsgálatának pedagógiai szociálpszichológiai megközelítése. In Magyar Pszichológiai Társaság VII. Országos Tudományos Konferenciája /szerk. Pléh Csaba, Nagy János. Budapest, Magyar Pszichológiai Társaság, 1985. 60-65 o. ISBN 9630163233
- Psychologische Besonderheiten des Fremdsprachenerwerbs bei Vorschulkindern. Internationale Konferenz der Forschungsgruppe Prophylaktische Diagnostik. Greifswald, 1985. 16 o.
- Die Anwendungsmöglichkeiten des Verfahrens DP in Ungarn. Kolloquium für Frühdiagnose. Greifswald, 1985. 12 o.
- Deutsch als Fremdsprache in den ungarischen Kindergärten. Wissenschaftliche Beiträge der E.M. Arndt Universität Greifswald, Heft 10. 1986. 84-91 o.
- Zweitspracherwerb im Vorschulalter und die psychologischenVoraussetzungen. Forschungsbericht: Deutsch im Kindergarten (Ungarn). Internationale Konferenz Pädagogisch-psychologische Prophylaxe. Joensuu, 1987. 21 o.
- Verbo-sensomotorische Voraussetzungen und Erfolg beim Fremdsprachen-erwerb bei ungarischen Vorschulkindern. In: Pädagogisch psychologische Prophylaxe bei 4-8 jährigen Kindern (Hrsg. Helmut Breuer – Kari Ruoho). Jyväskylä, 1989. pp. 61–68.
- Lernschwierigkeiten bei ungarischen Kindern im Anfangsunterricht. In 1. Europäischer Legasthenie Kongress, Aachen, 1990. Abstracts. pp. 46.
- Health education – Preaface, 8-11. o.; School and health 19-63. o. ; Health is a dear treasure – Treasure-seeking kid´s camp in Hungary 109-126. o. In Health Promotion, Health Education. Integrated Programmes for Lower-primary teacher training / ed Zsuzsanna Benko. Lisbon – Szeged – Vienna, JGYF, 2004. (A kötet tárgya: Angol nyelv tanítása általános iskolában).
- A megküzdés problémái az átmenetek időszakában. Óvodából iskolába. Módszertani Közlemények, 47. évf. 2007. 4. 146-156 o.

## Társasági tagság
- Magyar Pszichológiai Társaság
- Tanárképzők Szövetsége
- Német Nyelvtanárok Egyesülete
- Kiss Áron Magyar Játéktársaság
- Óvó- és Tanítóképzők Egyesülete

## Külső hivatkozások
- SZTE JGYPK Neveléstudományi Tanszékének története
- SZTE oktatók publikációi
- Keményné Gyimes Erzsébet, szakmai életrajz